# EMS
EMS (express mail service) là loại dịch vụ nhận gửi, vận chuyển và phát các loại thư, tài liệu, vật phẩm hàng hoá (bưu gửi) theo chỉ tiêu thời gian được Tổng Công ty Bưu điện Việt Nam công bố trước.

## Lịch sử hình thành
Tổng công ty Chuyển phát nhanh Bưu điện - CTCP đã được thành lập vào ngày 24/01/2005 theo Quyết định phê duyệt Đề án số 29/QĐ-ĐABC-HĐQT của Hội đồng quản trị Tổng Công ty Bưu chính Viễn thông Việt Nam, nay là Tập đoàn Bưu chính viễn thông Việt Nam (VNPT) với 3 chi nhánh tại Hà Nội, Đà Nẵng và TP. Hồ Chí Minh.
Chính thức đi vào hoạt động từ ngày 01/01/2006, là đơn vị duy nhất được Tổng công ty Bưu điện Việt Nam cho phép quản lý, khai thác và kinh doanh dịch vụ chuyển phát nhanh EMS trong nước và quốc tế. EMS cũng là thương hiệu dịch vụ chuyển phát toàn cầu của liên minh bưu chính thế giới UPU, hiện đang được khai thác bởi bưu chính của gần 200 quốc gia và vùng lãnh thổ trên toàn thế giới.

## Nhân sự
Với gần 2.300 CBCNV tại Hà Nội, Đà Nẵng, TP. Hồ Chí Minh và các nhân viên kinh doanh tại một số thị trường trọng điểm trên toàn mạng lưới, Tổng công ty đã xây dựng được nguồn nhân lực chất lượng cao, tinh thông nghiệp vụ, giàu kinh nghiệm và nhiệt huyết với nghề.
Tổng công ty luôn xây dựng các cơ chế, chính sách thu hút lực lượng lao động chất lượng cao với các chính sách đãi ngộ phù hợp để khuyến khích và phát huy tối đa năng lực, tạo điều kiện để các cá nhân phát triển và yên tâm cống hiến.

## Mạng vận chuyển
- Mạng đường thư cấp 1 hiện có 62 đường thư chuyên ngành và phụ trợ, hàng ngày tổ chức 120 chuyến thư với tổng số gần 41.000 km xe lăn bánh/ngày và 3 đường thư xã hội thực hiện vận chuyển giữa các trung tâm khai thác vùng với các trung tâm khai thác tỉnh; 47 đường thư máy bay vận chuyển bưu gửi, 32 đường thư máy bay vận chuyển bưu gửi EMS, giao nhận với 14 sân bay trong nước.
- Mạng đường thư cấp 2 thực hiện vận chuyển giữa các trung tâm khai thác tỉnh và các huyện với 380 tuyến đường thư, tổng chiều dài 28.000 km, giao nhận với gần 1.600 bưu cục.
- Mạng đường thư cấp 3: gần 3.600 tuyến đường thư, tổng chiều dài 72.000 km.
- Mạng đường thư quốc tế gồm 122 đường bay trực tiếp trao đổi chuyến thu với 102 bưu chính các quốc gia và vùng lãnh thổ.

## Hệ thống khai thác
Ngoài các Trung tâm phát hàng tại Hà Nội, Đà Nẵng và TP. Hồ Chí Minh, các bưu gửi EMS được phát tới người nhận thông qua hệ thống phát 63 Bưu điện tỉnh, thành phố trực thuộc Tổng Công ty Bưu điện Việt Nam.
Tại các Bưu điện trung tâm tỉnh, huyện, khu vực đã thành lập 655 Bưu cục phát và giao nhiệm vụ quản lý tuyến phát cho 817 Bưu cục giao dịch cấp 3 để tổ chức đi phát, thu gom tại địa chỉ khách hàng và quản lý khâu sau phát. Tại các địa bàn trung tâm tỉnh lỵ, huyện lỵ và các xã có gần 11.800 bưu tá thực hiện phát, thu gom bưu gửi và chuyển phát bưu phẩm, bưu kiện từ trung tâm huyện xuống các bưu cục 3, điểm BĐ-VHX với tổng số tuyến phát là 11.900 tuyến.

## Chất lượng
Chỉ tiêu thời gian toàn trình của Bưu gửi EMS trong nước từ 24 – 48 giờ.
Chỉ tiêu thời gian toàn trình của bưu gửi EMS từ Việt Nam đi các nước từ 2 đến 10 ngày (Châu Á: Từ 2 đến 5 ngày, châu Âu: 4 đến 7 ngày, Châu Úc: 4 đến 7 ngày, Châu Mỹ: 7 đến 10 ngày, Châu Phi: 7 đến 10 ngày).
Chỉ tiêu thời gian trên không kể ngày nghỉ tết Nguyên đán (Đối với địa chỉ người nhận tại nhà riêng), không kể ngày nghỉ cuối tuần, ngày lễ, tết (đối với địa chỉ người nhận là cơ quan). Đối với bưu gửi EMS quốc tế thời gian toàn trình không kể ngày nghỉ cuối tuần, ngày lễ, tết. Nếu bưu gửi EMS quốc tế có nội dung là hàng hoá thời gian toàn trình phải cộng thêm thời gian kiểm hoá hải quan tại Bưu chính nước đến.

## Phạm vi hoạt động
Hiện nay dịch vụ EMS đã được mở rộng phạm vi phục vụ đến bưu điện trung tâm của 63 tỉnh thành trong cả nước và 51 nước trên thế giới.